# Пустовойт, Евгений Валерьевич
Евгений Валерьевич Пустовойт (род. 5 июля 1983, г. Владивосток, СССР) — российский японовед, директор Восточного института — Школы региональных и международных исследований Дальневосточного федерального университета. Кандидат исторических наук, доцент.

## Биография

### Образование
В 2006 г. окончил факультет японоведения Восточного института Дальневосточного государственного университета по специальности «Востоковедение и африканистика» с присвоением квалификаций «Востоковед-историк, переводчик-референт японского языка, переводчик английского языка».
В 2009 г. окончил аспирантуру Дальневосточного государственного университета. 
В 2011 г. защитил диссертацию на соискание ученой степени кандидата исторических наук по теме «Социально-политическое развитие королевства Рюкю в XVII-XIX вв.».

### Научно-педагогическая работа
С 2009 по 2016 гг. — младший научный сотрудник, научный сотрудник отдела международных отношений и проблем безопасности Института истории, археологии и этнографии народов Дальнего Востока ДВО РАН.
С 2011 по 2017 гг. — доцент кафедры японоведения Дальневосточного федерального университета.
С 2014 г. — член Ассоциации японоведов России.
С 2017 г. — заведующий кафедрой японоведения, директор центра изучения российско-японских отношений, заместитель директора по развитию Школы региональных и международных исследований в Дальневосточном федеральном университете.
С 2018 по 2022 г. — директор Восточного института — Школы региональных и международных исследований Дальневосточного федерального университета.

## Научные работы
Основные труды:
- Пустовойт Е. В. История королевства Рюкю (учебное пособие). Владивосток, 2019. 176 с.
- Пустовойт Е. В. Русские корабли на Рюкю в 1854 г. (монография). Владивосток, 2013. 160 с.
- Пустовойт Е. В. История королевства Рюкю (с древнейших времен и до его ликвидации) (монография). Владивосток, 2008. 147 с.

## Награды и премии
- Премия имени академика А. И. Крушанова в области гуманитарных наук, 2013 г.